# Ligne Gyeongui-Jungang
La ligne Gyeongui – Jungang est une nouvelle ligne, mise en service en 2014, du réseau du métro de Séoul, qui fusionne l'exploitation de la ligne Gyeongui, de la ligne Jungang et des petites lignes : ligne yongsan (en) et ligne Gyeongwon, les rames circulent à gauche sur l'ensemble de la ligne. Le repérage de la ligne, sur les plans et la signalisation est la couleur jade, dite aussi vert Jade.

## Situation sur le réseau

Plan du réseau du métro de Séoul (2023)

## Histoire

### Origine
En 2005 : le 16 décembre, le tronçon de la ligne Jungang est officiellement ouverte de Yongsan à Deokso sous le nom de ligne Yongsan-Deokso ; en 2007 : le 27 décembre, e tronçon de la ligne Jungang est prolongé vers l'est de Deokso à Paldang. La ligne Yongsan-Deokso est renommée ligne Jungang. ; en 2008 : le 29 décembre, lLe tronçon de la ligne Jungang est prolongé vers l'est de Paldang à Guksu ; en 2009 : le 1er juillet : Le tronçon de la ligne Gyeongui est officiellement ouverte de Munsan à Digital Media City sous le nom de ligne Gyeongui, avec une ligne secondaire vers la gare de Séoul, le 23 décembre, le tronçon de la ligne Jungang est prolongé vers l'est de Guksu à Yongmun. La station Sinwon est ouverte en tant que station de remplissage sur la section de la ligne Jungang ; en 2010 : le 21 décembre : la station Sangbong et la station Obin  sont ouvertes en tant que stations de remplissage sur la section de la ligne Jungang ; en 2012 : le 15 décembre : La ligne principale du tronçon de la ligne Gyeongui est prolongée vers l'est de Digital Media City à Gongdeok. en 2014 : le 25 octobre : Ouverture de la station Gangmae en tant que station de remplissage sur la section de la ligne Gyeongui,

### Ligne Gyeongui-Jungang
Le 27 décembre 2014 la nouvelle section entre Gongdeok et Yongsan est mise en service, ce qui marque la fusion de la ligne Gyeongui avec la ligne Jungang et la création de la ligne Gyeongui-Jungang, longue de 124,5 km, du métro de Séoul
En 2015 : le 31 octobre : La station de Yadang ouvre ses portes en tant que station de remplissage ; en 2016 : le 30 avril : la station Hyochang Park ouvre en tant que station de remplissage ; en 2017 : le 21 janvier : La ligne est prolongée vers l'est de Yongmun à Jipyeong. En 2020 : le 28 mars : Un service de navette a commencé à fonctionner entre Munsan et Imjingang, ; en 2021 : le  5 janvier : Le service express est modifié, tous les trains circulant en express sur la portion de la ligne Gyeongui s'arrêtent désormais à Yadang et Tanhyeon, et tous les trains de la ligne principale circulant en express sur la portion de la ligne Gyeongui s'arrêtent à Unjeong, le 11 décembre : Un autre service de navette a commencé à fonctionner entre Imjingang et Dorasan, remplaçant finalement le service de "train de banlieue" sur toute la ligne Gyeongui ; en 2022 : le 17 décembre : La station d'Uncheon ouvre ses portes en tant que station de remplissage entre Imjingang et Munsan après avoir été relocalisées.

## Infrastructure

### Stations

#### Branche Munsan-Dorosan
Munsan est le terminus nord de la ligne principale. Elle est également le terminus de la courte branche Munsan-Dorasan desservie par un service de navettes.↓
| Code | Station   | Corresp.           | Distance en km | Distance cumulée | Ville | Arrondissement |
| ---- | --------- | ------------------ | -------------- | ---------------- | ----- | -------------- |
|      |           |                    |                |                  |       |                |
| K335 | Munsan    | (ligne principale) | 3.7            | 9.8              | Paju  |                |
| K336 | Uncheon   |                    | 2.3            | -6.0             | Paju  |                |
| K337 | Imjingang |                    | 3.7            | -3.7             | Paju  |                |
| K338 | Dorasan   |                    | -              | -0.0             | Paju  |                |
|      |           |                    |                |                  |       |                |

#### Ligne principale
| Code | Station               | Corresp.                | Distance en km | Distance cumulée | Ville                  | Arrondissement         |
| ---- | --------------------- | ----------------------- | -------------- | ---------------- | ---------------------- | ---------------------- |
|      |                       |                         |                |                  |                        |                        |
| K335 | Munsan                | (Navette branche)       | -              | 0,0              | Paju                   |                        |
| K334 | Paju                  |                         | 4.4            | 4.4              | Paju                   |                        |
| K333 | Wollong               |                         | 2.2            | 6.6              | Paju                   |                        |
| K331 | Geumchon              |                         | 4.1            | 10.7             | Paju                   |                        |
| K330 | Geumneung             |                         | 2.1            | 12.8             | Paju                   |                        |
| K329 | Unjeong               |                         | 3.1            | 15.9             | Paju                   |                        |
| K328 | Yadang                |                         | 1.5            | 17.4             | Paju                   |                        |
| K327 | Tanhyeon              |                         | 2.1            | 19.5             | Goyang                 | Ilsanseo-gu (en)       |
| K326 | Ilsan                 |                         | 1.7            | 21.2             | Goyang                 | Ilsanseo-gu (en)       |
| K325 | Pungsan               |                         | 1.9            | 23.1             | Goyang                 | Ilsandong-gu (en)      |
| K324 | Baengma               |                         | 1.7            | 24.8             | Goyang                 | Ilsandong-gu (en)      |
| K323 | Goksan                |                         | 1.5            | 26.3             | Goyang                 | Ilsandong-gu (en)      |
| K322 | Daegok                |                         | 1.8            | 28.1             | Goyang                 | Deogyang-gu (en)       |
| K321 | Neunggok              |                         | 1.8            | 29.9             | Goyang                 | Deogyang-gu (en)       |
| K320 | Haengsin              | Gare de Haengsin        | 1.5            | 31.4             | Goyang                 | Deogyang-gu (en)       |
| K319 | Gangmae               |                         | 0.9            | 32.3             | Goyang                 | Deogyang-gu (en)       |
| K318 | Hwajeonn              |                         | 2.5            | 34.8             | Goyang                 | Deogyang-gu (en)       |
| K317 | Susaek                |                         | 3.4            | 38.2             | Séoul                  | Eunpyeong-gu           |
| K316 | Digital Media City    |                         | 0.6            | 38.8             | Séoul                  | Eunpyeong-gu           |
| K315 | Gajwa                 | (Navette gare de Séoul) | 1.7            | 40.5             | Séoul                  | Seodaemun-gu           |
| K314 | Université de Hongik  |                         | 1.7            | 42.2             | Séoul                  | Mapo-gu                |
| K313 | Université de Seogang |                         | 0.9            | 43.1             | Séoul                  | Mapo-gu                |
| K312 | Gongdeok              |                         | 1.9            | 45.0             | Séoul                  | Mapo-gu                |
| K311 | Hyochang Park         |                         | 0.7            | 45.7             | Séoul                  | Yongsan-gu             |
| K110 | Yongsan               | gare de Yongsan         | 1.8            | 47.5             | Séoul                  | Yongsan-gu             |
| K111 | Ichon                 |                         | 1.9            | 49.4             | Séoul                  | Yongsan-gu             |
| K112 | Seobinggo             |                         | 1.7            | 51.1             | Séoul                  | Yongsan-gu             |
| K113 | Hannam                |                         | 1.9            | 53.0             | Séoul                  | Yongsan-gu             |
| K114 | Oksu                  |                         | 1.6            | 54.6             | Séoul                  | Seongdong-gu           |
| K115 | Eungbong              |                         | 1.8            | 56.4             | Séoul                  | Seongdong-gu           |
| K116 | Wangsimni             |                         | 1.4            | 57.8             | Séoul                  | Seongdong-gu           |
| K117 | Cheongnyangni         |                         | 2.4            | 60.2             | Séoul                  | Dongdaemun-gu          |
| K118 | Hoegi                 |                         | 1.4            | 61.6             | Séoul                  | Dongdaemun-gu          |
| K119 | Jungnang              |                         | 1.8            | 63.4             | Séoul                  | Jungnang-gu            |
| K120 | Sangbong              |                         | 0.8            | 64.2             | Séoul                  | Jungnang-gu            |
| K121 | Mangu                 |                         | 0.6            | 64.8             | Séoul                  | Jungnang-gu            |
| K122 | Yangwon               |                         | 1.7            | 66.5             | Séoul                  | Jungnang-gu            |
| K123 | Guri                  |                         | 3.2            | 69.7             | Guri                   |                        |
| K124 | Donong                |                         | 1.7            | 71.4             | Namyangju              |                        |
| K125 | Yangjeong             |                         | 3.7            | 75.1             | Namyangju              |                        |
| K126 | Deokso                |                         | 2.3            | 77.4             | Namyangju              |                        |
| K127 | Dosim                 |                         | 1.5            | 78.9             | Namyangju              |                        |
| K128 | Paldang               |                         | 4.2            | 83.1             | Namyangju              |                        |
| K129 | Ungilsan              |                         | 6.4            | 89.5             | Namyangju              |                        |
| K130 | Yangsu                |                         | 1.9            | 91.4             | Gyeonggi-do (province) | District de Yangpyeong |
| K131 | Sinwon                |                         | 4.7            | 96.1             | Gyeonggi-do (province) | District de Yangpyeong |
| K132 | Guksu                 |                         | 2.9            | 99.0             | Gyeonggi-do (province) | District de Yangpyeong |
| K133 | Asin                  |                         | 4.1            | 103.1            | Gyeonggi-do (province) | District de Yangpyeong |
| K134 | Obin                  |                         | 2.8            | 105.9            | Gyeonggi-do (province) | District de Yangpyeong |
| K135 | Yangpyeong            |                         | 2.5            | 108.1            | Gyeonggi-do (province) | District de Yangpyeong |
| K136 | Wondeok               |                         | 6.1            | 113.9            | Gyeonggi-do (province) | District de Yangpyeong |
| K137 | Yongmun               |                         | 5.6            | 118.7            | Gyeonggi-do (province) | District de Yangpyeong |
| K138 | Jipyeong              | Gare de Jipyeong        | 3.6            | 122.3            | Gyeonggi-do (province) | District de Yangpyeong |
|      |                       |                         |                |                  |                        |                        |

#### Branche Gajwa-Séoul
| Code | Station       | Corresp.           | Distance en km | Distance cumulée | Ville | Arrondissement |
| ---- | ------------- | ------------------ | -------------- | ---------------- | ----- | -------------- |
|      |               |                    |                |                  |       |                |
| K315 | Gajwa         | (ligne principale) | -              | -                | Séoul | Seodaemun-gu   |
| P314 | Sinchon       |                    | -              | -                | Séoul | Seodaemun-gu   |
| P313 | Gare de Séoul |                    | -              | -                | Séoul |                |
|      |               |                    |                |                  |       |                |

## Exploitation

### Matériel roulant
Korail Class 321000 (21 trains)
Korail Class 331000 (27 trains)

### Circulations
Le service est assuré entre Munsan et Yongmun par des trains de 8 voitures, avec 6 trains en semaine et 5 le week-end desservant de la gare est de Yongmun jusqu'à Jipyeong. Cependant, certaines rames (des trains à 4 voitures) se séparent pour la gare de Séoul à l'est de Gajwa. De plus, de nombreux trains se terminent à divers endroits sur la ligne, tels qu'Ilsan, Neunggok, Daegok, Yongsan, Cheongnyangni, Deokso et Paldang.
Les trains circulent sur les lignes Gyeongui (Munsan-Seoul Station/Gajwa), Yongsan (Gajwa-Yongsan), Gyeongwon (Yongsan-Hoegi) et Jungang (Hoegi-Jipyeong). Les trains passent sur le côté gauche de la voie, comme toutes les autres lignes du métro métropolitain de Séoul gérées par Korail. Le temps de trajet est d'environ 3 heures, cependant de nombreux services express sont mis en place pour réduire le temps à 2h 15 min

### Trains rapides (express)
Korail exploite une variété de trains express «rapides» (급행) pour les services régionaux sur la ligne Gyeongui-Jungang. Ces prestations comprennent :
- Services express de la ligne Gyeongui via la succursale de la gare de Séoul, opérant en express entre Munsan et Gajwa, puis continuant en tant que trains locaux jusqu'à la gare de Séoul.
- Services express de la ligne Gyeongui via la ligne Yongsan, opérant des services express entre Munsan et Yongsan, puis continuant en tant que trains locaux sur la ligne Jungang (à l'est de Yongsan).
- Services express de la ligne Jungang, opérant entre Yongmun et Yongsan, puis continuant en tant que trains locaux sur la ligne Gyeongui (à l'ouest de Yongsan).

## Projets
Une station de remplissage à Hyang-dong, entre Hwajeon et Susaek, devrait ouvrir en 2024.